# Batterierecycling

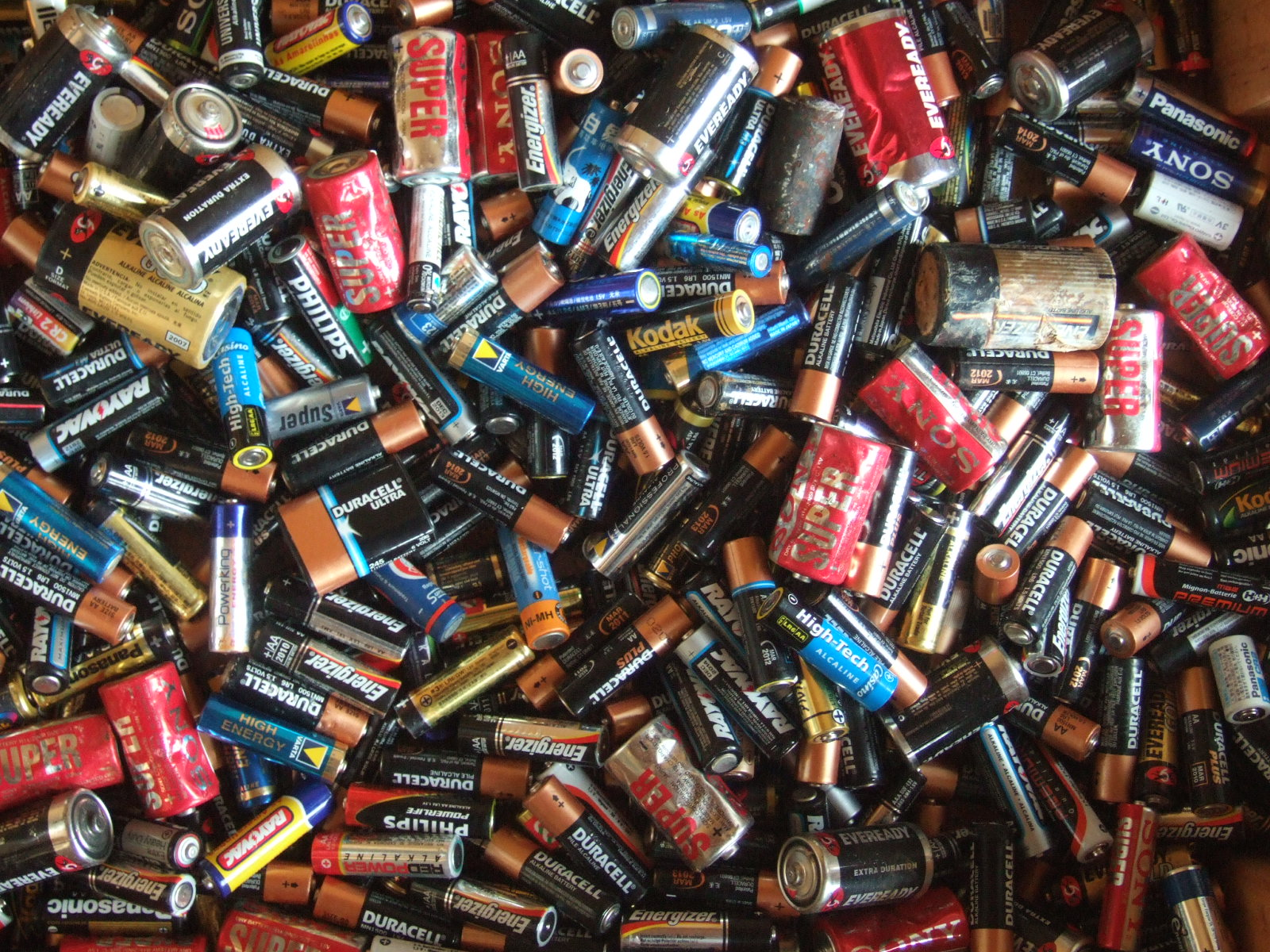
Altbatterien

Unter Batterierecycling (auch Batterierezyklierung) wird die stoffliche Wiederverwertung von Batterien und Akkumulatoren zur Gewinnung der darin enthaltenen Elemente, wie Blei, Cadmium oder Zink, verstanden. Für gebrauchte Batterien besteht per Gesetz eine Rückgabepflicht für Verbraucher und eine Rücknahmepflicht für Handel, öffentlich-rechtliche Entsorgungsträger, Hersteller und Importeure.

## Techniken des Batterie-Recyclings

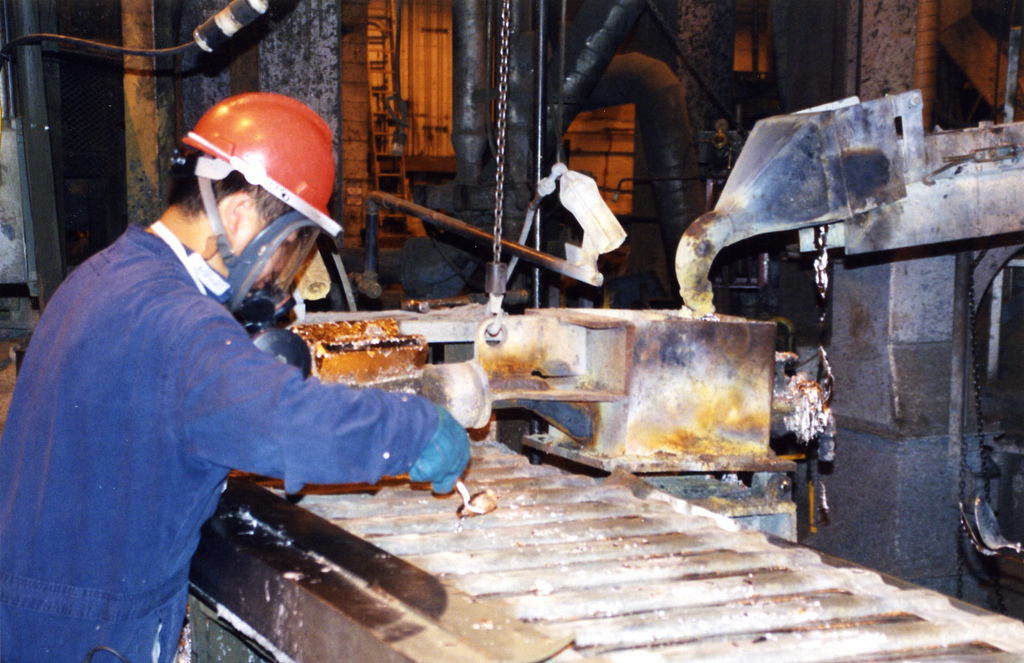
Stoffliche Wiedergewinnung von Blei aus Bleiakkumulatoren.

### Batterien aus Zink-Kohle, Zink-Luft und Alkali-Mangan
Zink-Kohle-, Zink-Luft- und Alkali-Mangan-Batterien enthalten erhebliche Mengen Zink, das bei der Verwertung dieser Batterien im Vordergrund steht. Beim Recycling der zinkhaltigen Batterien ist der Imperial-Smelting-Prozess (IS) das bedeutendste Verfahren. Der Prozess ermöglicht die Verwendung verschiedener zinkhaltiger Stoffe und erfordert daher u. U. Verfahrensschritte, die dem Schmelzen vorangehen. Da sie für das Batterierecycling irrelevant sind, werden sie hier nicht näher betrachtet. Die zinkhaltigen Batterien werden zusammen mit Koks in den Schmelzofen eingebracht. Das Zink verdampft und verlässt zusammen mit den Abgasen den Ofen. In einem Absorber wird flüssiges Blei als feiner Nebel in die Abgase geblasen. Zink bildet mit den Bleitröpfchen eine Legierung und kann abgepumpt werden. Durch Kühlen trennt sich das Gemisch wieder in Blei und Zink. Während das Zink flüssig abgestochen und weiterverarbeitet (Raffination) werden kann, wird das Blei zurück in den Absorber gepumpt.
Ein weiteres Verfahren wurde von den Firmen Sumitomo Heavy Industries und Batrec Industrie AG entwickelt. Beim Batrec-(Sumitomo-)Prozess werden die Altbatterien in einem Schachtofen auf 600–750 °C aufgeheizt. Dazu bedient man sich eines reduzierenden Heißwindes. Die bei der einsetzenden Pyrolyse entstehenden Gase werden anschließend in einer Nachbrennkammer vollständig oxidiert. Um die Bildung von Dioxinen zu vermeiden, werden die Reaktionsprodukte aus der Nachbrennkammer schlagartig auf 60 °C abgekühlt und anschließend einer Abgasreinigung zugeführt. Die Batteriereste aus der Pyrolyse werden in einen Schmelzofen eingebracht. Mittels Induktionsspulen wird das Material auf 1.500 °C aufgeheizt. In reduzierender Atmosphäre werden die enthaltenen Oxide unter Zugabe von Kohle und Magnesiumoxid reduziert und die Metalle aufgeschmolzen. Zink verdampft und wird in einen Absorber geleitet. Dort wird flüssiges Zink in den Abluftstrom gesprüht, an dem das gasförmige Zink kondensiert. Anschließend wird es in Barren gegossen. Das verbleibende Abgas kann aufgrund des hohen Kohlenstoffmonoxidgehalts als Energielieferant für die Pyrolyse genutzt werden.
Im Schmelzofen befinden sich noch Schlacke und Ferromangan, die aufgrund unterschiedlicher Dichte leicht zu trennen sind. Das Ferromangan wird als Vorlegierung an Stahlwerke geliefert. Die Schlacke ist zu deponieren.

### Nickel-Cadmium-Akkumulatoren
In einen Vakuumdestillationsofen wird ein Behälter mit etwa 500 kg Nickel-Cadmium-Akkumulatoren (NiCd-Akkus) eingesetzt. Der Ofen wird anschließend auf 0,1 mbar evakuiert. Mittels Induktionsspulen wird eine Ofeninnentemperatur von 100 bis 150 °C erreicht. Die Temperatur ist ausreichend, um enthaltenes Wasser und evtl. vorhandene leicht flüchtige organische Bestandteile zu verdampfen. Danach erfolgt eine weitere Erwärmung auf 750 °C und die Zugabe von Prozessmitteln zur Reduzierung des enthaltenen Cadmiumoxids. Angesichts des niedrigen Drucks verdampft das Cadmium bereits bei 310 °C (statt bei 767 °C unter Normaldruck). An einer kalten Stelle kondensiert das Cadmium und kann mit einer Reinheit von 99,9 bis 99,99 % abgeschieden werden. Im Ofen bleibt ein cadmiumarmes Nickel-Eisen-Gemisch (Cadmiumgehalt je nach Dauer der Behandlung 5–300 ppm) und ein Öl-Wasser-Gemisch zurück. Letzteres Gemisch kann chemisch-physikalisch aufbereitet werden. Das Nickel-Eisen-Gemisch kann entweder getrennt oder z. B. bei der Stahlherstellung verwendet werden. Vorteile der Vakuumdestillation sind die vergleichsweise geringen Kosten, die geringe Cadmiumbelastung des Nickel-Eisen-Gemischs und die sehr geringe Abgasbelastung. Cadmium oder Blei sind in den Abgasen nicht nachzuweisen.
NiCd-Akkumulatoren können darüber hinaus auch in einem Pyrolyseofen verwertet werden. Dazu werden 4000 kg Altbatterien in reduzierender Atmosphäre auf 350–500 °C aufgeheizt. Innerhalb von 14 h wird ein Großteil des enthaltenen Kunststoffs in flüchtige Kohlenwasserstoffe zersetzt oder verkohlt. Die Abgase des Pyrolyseofens müssen aufwendig nachbehandelt werden. Nach der Behandlung sind noch immer 30 µg Cadmium je m³ Luft nachweisbar. Anschließend werden die Batteriereste komprimiert und in einem Destillationsofen auf 900 °C erhitzt. Das enthaltene Cadmiumoxid wird reduziert und Cadmium verdampft. An Kühlelementen kondensiert der Cadmiumdampf. Das Cadmium sowie ein Öl-Wasser-Gemisch können abgeschieden werden. Als dritte Fraktion erhält man ein Nickel-Eisen-Gemisch mit einem Cadmiumanteil von 0,1 bis 0,5 % vom Gewicht. Diese Verwertungsmethode ist teurer als die Vakuumdestillation, das Nickel-Eisen-Gemisch ist zudem stärker mit Cadmium belastet als nach der Vakuumdestillation. Die Pyrolyse ermöglicht jedoch einen höheren Durchsatz.

### Nickel-Metallhydrid-Akkumulatoren
Für NiMH-Akkumulatoren kann ebenfalls die Vakuumdestillation verwendet werden. Dabei konzentriert man sich auf das Entfernen des enthaltenen Wasserstoffs. Zurück bleibt wie bei der Verwertung der NiCd-Akkus ein Nickel-Eisen-Gemisch, das an Stahlhersteller weitergereicht werden kann. Bei einem zweiten Verfahren werden die Akkus in einer Schneidmühle geöffnet, damit der Wasserstoff entweichen kann. Anschließend werden die Akkus zusammen mit anderen nickelhaltigen Abfällen gemischt und als Vorlegierung für die Edelstahlproduktion verwendet.

### Lithium-Batterien und -Akkus
Lithium-Ionen-Akkumulatoren enthalten Metalle wie Kupfer und Aluminium und – abhängig vom Aktivmaterial – die Übergangsmetalle Kobalt und Nickel. Grundoperationen des Recyclings von Lithium-Ionen-Batterien sind:
- Die Deaktivierung und Entladung des Akkumulators, speziell bei größeren Batteriesystemen aus der Elektromobilität.
- Demontage der Batteriesysteme, speziell bei größeren Batteriesystemen aus der Elektromobilität.
- Mechanische Prozesse wie Schreddern, Vereinzeln, Sortieren, Sieben.
- Elektrolytrückgewinnung[6][7]
- Hydrometallurgische Prozesse zur Materialtrennung der sogenannten „Schwarzen Masse“.
- Alternativ pyrometallurgische Prozesse zur Materialtrennung der sogenannten „Schwarzen Masse“.

Durch Kombination dieser Verfahren können >90 % der Materialien einer Batteriezelle (Kupfer, Aluminium, Graphit, Mangan, Kobalt, Nickel, Lithium und organische Karbonate des Elektrolyts) stofflich recycelt werden.
Spezifische Gefahren beim Recycling von Lithium-Ionen-Batterien sind: elektrische Gefahren, chemische Gefahren, Brandgefahr sowie Wechselwirkungen zwischen diesen.
Ein Spezialfall der Deaktivierung ist die Vakuumdestillation: Lithium-Manganoxid-Primärzellen können mit Hilfe der Vakuumdestillation wiederverwertet werden. Hierbei werden vor allem nickelhaltiges Eisen und Ferromangan gewonnen. Die wieder aufladbaren Lithium-Ionen- und Lithium-Polymer-Akkus werden metallurgisch aufbereitet, wobei vor allem Kobalt, Nickel und Kupfer gewonnen werden.
Durch das Recycling der Lithium-Ionen-Batterie kann der CO2-Fußabdruck von 140 kg CO2-Äquivalenten/kWh um bis zu 40 % reduziert werden.

## Situation in der Europäischen Union
| Land                                   | Rücklaufquote | Rücklaufquote | Rücklaufquote | Rücklaufquote |
| Land                                   | 2005          | 2012          | 2016          | 2020          |
| -------------------------------------- | ------------- | ------------- | ------------- | ------------- |
| Belgien                                | 58 %          | 52 %          | 71 %          | 59 %          |
| Deutschland                            | 37 %          | 42 %          | 46 %          | 46 %          |
| Frankreich                             | 28 %          | 35 %          | 44 %          | 46 %          |
| Italien                                | -             | 27 %          | 35 %          | 43 %          |
| Niederlande                            | 36 %          | 42 %          | 48 %          | 48 %          |
| Österreich                             | 43 %          | 52 %          | 49 %          | 48 %          |
| Polen                                  | 11 %          | 29 %          | 81 %          | 64 %          |
| Schweden                               | -             | 61 %          | 45 %          | 52 %          |
| Schweiz                                | 63 %          | 72 %          | 68 %          | 55 %          |
| Spanien                                | -             | 30 %          | 38 %          | 42 %          |
| Vereinigtes Königreich                 | -             | 28 %          | 44 %          | 45 %          |
| Europäische Union (EWR + Schweiz + UK) | -             | 36 %          | 46 %          | 47 %          |

Die Europäische Union hat seit 1991 mehrere Richtlinien zum Thema Batterierecycling herausgegeben. Die erste, Richtlinie 91/157/EWG über gefährliche Stoffe enthaltende Batterien und Akkumulatoren, 1993 angepasst durch Richtlinie 93/86/EWG, ist inzwischen außer Kraft. Die aktuelle Verordnung (EU) 2023/1542 über Batterien und Altbatterien regelt auch das Recycling. Damit ist die Richtlinie 2006/66/EG in der konsolidierten Fassung vom 4. Juli 2018 aufgehoben. Darin wurden den Mitgliedstaaten Mindestsammelquoten und Mindesteffizienzen für das Recycling vorgeschrieben, die jeweils jährlich zu erfassen und zu berichten waren. Demnach war bis zum 26. September 2012 eine Sammelquote von mindestens 25 % zu erreichen, die zum 26. September 2016 auf 45 % angehoben wurde. Bei den Vorgaben für die Recyclingeffizienz wird nach Batterietypen unterschieden, wobei sich die Prozentangaben jeweils auf das durchschnittliche Gewicht beziehen:
- Blei-Säure-Batterien und -Akkumulatoren: mind. 65 %
- Nickel-Cadmium-Batterien und -Akkumulatoren: mind. 75 %
- sonstige Altbatterien und -akkumulatoren: mind. 50 %

Zudem legte die Richtlinie fest, dass das Recycling mindestens die Entfernung aller Flüssigkeiten und Säuren umfassen muss und dass enthaltenes Blei und Cadmium in einem Höchstmaß zu recyceln sind, „das ohne übermäßige Kosten technisch erreichbar ist“.

## Situation in Deutschland
| GRS Logo RGB                 | GRS Logo RGB                                     |
| Batterierücklauf Deutschland | Batterierücklauf Deutschland                     |
| ---------------------------- | ------------------------------------------------ |
| 2001                         | 38 %                                             |
| 2003                         | 38 %                                             |
| 2004                         | 37 %                                             |
| 2005                         | 37 %                                             |
| 2006                         | 38 %                                             |
| 2007                         | 41 %                                             |
| 2008                         | 42 %                                             |
| 2009                         | 44 %                                             |
| 2010                         | 44 %                                             |
| 2011                         | 45 %                                             |
| 2012                         | 43,6 %                                           |
| 2013                         | 45,2 %                                           |
| 2014                         | 45,3 %                                           |
| 2015                         | 45,9 %                                           |
| 2016                         | 45,3 %                                           |
| 2017                         | 46,9 %                                           |
| 2018                         | 45,6 %                                           |
| 2022                         | 50,52 %                                          |
| Quellen                      | [ 12 ] [ 13 ] [ 14 ] [ 15 ] [ 16 ] [ 17 ] [ 18 ] |

### Rechtliche Grundlagen
In Deutschland wird das Batterierecycling durch das Batteriegesetz geregelt. Die Verordnung (EU) 2023/1542 gilt ab dem 18. Februar 2024 in allen Mitgliedstaaten. Das  Batteriegesetz wird aufgehoben und durch das Batterierecht-Durchführungsgesetz (BattDG) ersetzt.

### Organisation
In Deutschland muss jede Verkaufsstelle, die Batterien verkauft, diese auch zurücknehmen.
Ein wichtiger Standort des Batterierecyclings ist die weltweit größte Sortieranlage für Recyclingbatterien der UNI-CYC GmbH in Bremerhaven. Die Sortierung der Batterien erfolgt mit Hilfe eines Röntgenverfahrens. Des Weiteren befindet sich die REDUX Recycling GmbH, Tochtergesellschaft der österreichischen Saubermacher Dienstleistungs AG, in Bremerhaven, eines der größten Batterierecycling-Unternehmen Europas. Sie verarbeitete im Jahr 2011 über 7000 Tonnen Altbatterien pro Jahr; 2016 waren es über 13.500 Tonnen. 2018 wurde für Li-Ionen-Akkus eine Kapazität von 10.000 Tonnen geschaffen. Seit 2011 hält die Firma Redux die Mehrheit der Geschäftsanteile an der Uni-CYC GmbH. Die etwa im Jahr 2017 entstandene Firma Duesenfeld GmbH konzentriert sich auf das Recycling von Lithium-Ionen Batterien, ohne dabei Graphite und Elektrolyte zu verbrennen.

### Rücklaufquoten
2010 wurden von der Stiftung Gemeinsames Rücknahmesystem Batterien über 14.500 t, 2018 über 16.600 t gebrauchte Gerätebatterien und Akkus eingesammelt. Das Batteriegesetz sieht in § 15 ab 2012 eine verbindliche Sammelquote von mindestens 35 %, ab 2014 von 40 % und ab 2016 von 45 % vor. Mit 15.964 t wurde dieses Ziel 2016 erfüllt. Mit den Änderungen am Batteriegesetz, die ab 1. Januar 2021 gültig wurden, wurde die Sammelquote auf 50 % erhöht.
Anders ist die Lage bei Starterbatterien. Wer eine neue Starterbatterie kauft, muss 7,50 € Pfand zahlen, sofern er keine alte Batterie zurückgibt (§ 10 Batteriegesetz). Daher werden beinahe 100 Prozent der Bleiakkumulatoren in Deutschland gesammelt und wiederverwertet.

## Situation in Österreich

### Rechtliche Grundlagen
Seit 1990 gibt es eine Batterieverordnung zum Abfallwirtschaftsgesetz; sie wurde bisher dreimal geändert. Darüber hinaus gibt es die Abfallbehandlungspflichtenverordnung, in der genauere Bestimmungen über die Behandlung der Altbatterien enthalten sind.

### Organisation und Rücklaufquoten
In Österreich gibt es ein bundesweites Sammelsystem. Für die Organisation und Abwicklung wurde 1989 das Umweltforum Batterien (UFB) als Vereinigung der österreichischen Batterienimporteure und -hersteller gegründet. Die Altbatterien können beim Handel oder bei den Problemstoffsammelstellen der Gemeinden abgegeben werden.
Österreichs erste Batterienrecycling-Anlage für Zink-Kohle- und Alkali-Mangan-Batterien mit einer Jahreskapazität von 3000 t wurde am 13. April 2000 in Wien auf dem Werksgelände der Fernwärme Wien auf der Simmeringer Haide in Betrieb genommen. Knopfzellen werden zu einer Recyclinganlage nach Deutschland und Akkus zu Verwertungsanlagen nach Schweden, Frankreich und Deutschland gebracht.

## Situation in der Schweiz

### Rechtliche Grundlagen
In der Schweiz wird das Batterierecycling durch den Anhang 2.15 der Chemikalien-Risikoreduktions-Verordnung reglementiert.

### Organisation
Die Rückgabe ist dank der vorgezogenen Entsorgungsgebühr (VEG) gratis. Schweizer Bürger sind von Gesetzes wegen dazu verpflichtet die Batterien ordnungsgemäß zurückzugeben, Verkäufer sie zurückzunehmen. Mit der VEG wird der gesamte Entsorgungsprozess, also die Sammlung der Batterien, der Transport in die Recyclinganlage, die Wiederaufbereitung der Wertstoffe sowie die Aufklärung der Bevölkerung finanziert, die Gebühr richtet sich nach dem Gewicht der Batterie. Die VEG wurde am 1. April 2001 eingeführt, der Regelung unterlagen anfangs alle Haushaltsbatterien, bzw. Batterien mit einem Gewicht bis zu 5 kg. Um die Rücklaufquote weiter zu steigern, wird die Abgabe seit dem 1. Januar 2012 auf alle Batterietypen erhoben. Im Auftrag des Bundesamtes für Umwelt BAFU sorgt die privatrechtliche Genossenschaft Interessenorganisation Batterieentsorgung INOBAT für die Umweltgerechte Entsorgung. Die Altbatterien werden in der weltweit tätigen Batrec Industrie AG in Wimmis BE recycelt. Laut eigenen Angaben hat sie „als weltweit einzige Firma ein System entwickelt, das sowohl die gefährlichen Giftstoffe von Altbatterien wie auch die metallischen Stoffe in einem geschlossenen Kreislauf vollständig isoliert und zu Produkten umarbeitet“.
Batterien und Akkus werden in der Schweiz zwar immer häufiger verwendet, dankdem diese aber immer leichter und leistungsfähiger werden und moderne Geräte tendenziell weniger Strom verbrauchen, bleibt das Gesamtgewicht momentan konstant bei etwa 3'500 Tonnen pro Jahr, noch einige Jahre zuvor lag dieser Wert bei 3'800 Tonnen pro Jahr, ist also seitdem gesunken.

### Rücklaufquoten
| Batterierücklauf Schweiz | Batterierücklauf Schweiz |
| ------------------------ | ------------------------ |
| 2002                     | 61 %                     |
| 2009                     | 71 %                     |
| 2010                     | 69 %                     |
| 2011                     | 67 %                     |
| 2012                     | 72,9 %                   |
| 2013                     | 70,1 %                   |
| 2014                     | 71,4 %                   |
| 2015                     | 67,3 %                   |
| 2016                     | 67,8 %                   |

In der Schweiz wurden in den Jahren 2019/2020 55,1 % der gebrauchten Batterien wieder abgegeben und wiederverwertet. Das BAFU gibt einen Zielwert von 80 % vor. Diese Werte sind im Vergleich zu den EU-Ländern hoch, die Quote ist jedoch in den letzten Jahren stagnierend oder gar leicht rückläufig. Als mögliche Erklärung gibt die INOBAT an, dass ein Rückgang durch neue Technologien wie Lithium-Ionen-Akkus entstehen kann. Da diese wiederaufladbar sind, gelangen sie erst nach vielen hundert Einsätzen zurück in den Recyclingprozess. Der Absatz wie auch der Rücklauf steigt über einen längeren Zeitraum betrachtet laufend an.

### Information der Bevölkerung
Um die Bevölkerung über die Folgen einer unachtsamen Entsorgung von Batterien aufzuklären und um sie zur korrekten Entsorgung zu „erziehen“, hat die INOBAT den Battery-Man erfunden. Mit Werbespots, einem Tourbus, der die Schweiz bereist und einer Website bringt der Battery-Man den Einwohnern das Batterierecycling näher, wenn die Schweizer Rückgabequoten betrachtet werden, mit gutem Erfolg.

## Situation in anderen Ländern

### Frankreich
In Frankreich gibt es ein Batterierecyclinggesetz seit dem 12. Mai 1999. Im Jahr 2002 wurden 16 % der Altbatterien eingesammelt.

### Vereinigtes Königreich
Der Batterierücklauf Großbritanniens hinkte bis 2009 mit gerade einmal 2 % dem Rest Europas hinterher. 2012 schafften es die Briten dann auf eine Rücklaufquote von 32 %.
Bleiakkumulatoren (Starterbatterien) und Knopfzellen werden vollständig in Großbritannien wiederverwertet, Lithium und Alkaline-Batterien teilweise. Alle anderen Typen werden ins Ausland gegeben (Stand Oktober 2012).

### Schweden

#### Organisation
In Schweden  existieren bereits seit 1970 Programme zum Einsammeln von Batterien, damit ist das Land ein Vorreiter in Sachen Batterierecycling.
Es gibt die Stiftelsen Insamling av Miljofarliga Batterier SIMBA, der schwedischen Stiftung, die für die Batteriesammlung zuständig ist.
Heute sind die Gemeinden für die Batterieverwertung verantwortlich. Die schwedische Naturschutzbehörde EPA hat ihnen die Aufgabe überlassen.
Batterien, die Quecksilber enthalten werden an SAKAB geschickt. Die Kosten werden vom Batteriefonds getragen, der durch Gebühren getragen wird, die Importeure und Hersteller von quecksilberhaltigen Batterien zu entrichten haben. „Returbatt AB / Boliden Bergsoe“ ist für das Einsammeln und Wiederverwerten von Batterien aus dem Einzelhandel zuständig.

#### Rücklaufquoten
Wie dem Rapport 5753 vom November 2007 zu entnehmen ist, sind die oben genannten EU-Vorgaben zur Batteriewiederverwertung sehr niedrig für Schweden.

#### Information der Bevölkerung
- Von 1987 bis 1993 fand die erste landesweite Kampagne statt, die die Bürger über die Wichtigkeit des Einsammeln und Wiederverwerten von Batterien informierte. Die Kampagne wurde von der schwedischen Naturschutzbehörde (EPA), der Vereinigung schwedischer Kommunalbehörden, der schwedischen Vereinigung der Abfallwirtschaft und SAKAB sowie Uppsala Energi ins Leben gerufen. Die Kampagne förderte die Gründung von SIMBA sowie im Jahr 1997 das Projekt zum Einsammeln von Batterien (BCP).
- Das BCP führte 1999 zusammen mit 290 schwedischen Gemeinden eine Kampagne durch, mit dem Ziel die Bürger auf das Thema Batterierecycling zu sensibilisieren und so die Zahl der Batterien, die im Hausmüll landen, zu reduzieren.
- Seit dem Jahr 2000 werden in regelmäßigen Abständen Kampagnen und Wettbewerbe an Schulen durchgeführt. Es gab eine Marketing Kampagne mit dem Namen „Hem till holken“ die bei der Bevölkerung sehr gut ankam.
- Im Jahr 2005 gab es eine spezielle Kampagne für 3- bis 5-jährige Kinder.

All dies führte dazu, dass die Notwendigkeit der Batteriewiederverwertung heute in der schwedischen Bevölkerung allgemein akzeptiert ist. Heute gibt es Sammelstellen und sogar ein Batterieholsystem.

### Deutschland
- GRS Batterien, Stiftung Gemeinsames Rücknahmesystem Batterien in Deutschland
- Batterierücknahmesystem Öcorecell (Memento vom 29. September 2013 im Internet Archive)
- Umweltfreundliches Recycling von Lithium-Ionen Batterien & Lizenzierung der Duesenfeld-Technologien - Duesenfeld GmbH in Braunschweig.
- REDUX Recycling GmbH in Bremerhaven.

### Schweiz
- INOBAT, Interessenorganisation Batterieentsorgung in der Schweiz
- Battery-Man, Schweizer Batterien-Superheld.
- Batrec Industrie AG, Schweizer Recyclingunternehmen

### Schweden
- Naturvårdsverket, Webseite der schwedischen Naturschutzbehörde.